# Yarrana sinuata
Yarrana sinuata är en insektsart som beskrevs av William Lucas Distant 1906. Yarrana sinuata ingår i släktet Yarrana och familjen Eurybrachidae. Inga underarter finns listade i Catalogue of Life.